# 315年
| 千纪： | 1千纪                                                                                           |
| 世纪： | 3世纪 \| 4世纪 \| 5世纪                                                                         |
| 年代： | 280年代 \| 290年代 \| 300年代 \| 310年代 \| 320年代 \| 330年代 \| 340年代                       |
| 年份： | 310年 \| 311年 \| 312年 \| 313年 \| 314年 \| 315年 \| 316年 \| 317年 \| 318年 \| 319年 \| 320年 |
| 纪年： | 乙亥年（猪年）；西晋建兴三年；成汉玉衡五年；前赵嘉平五年，建元元年                              |

## 大事记
- 廣州刺史陶侃討平王機。
- 拓跋部領袖拓跋猗盧被西晉封為代王，為代國前身。
- 武昌太守陶侃協同甘卓進擊杜弢，杜弢不得已請降於丞相司馬睿，杜弢受降後，晉軍仍然進行猛烈的攻擊，杜弢再起兵叛變，司馬睿派征南將軍王敦、荊州刺史陶侃率領大軍，圍攻杜弢，杜弢突圍，死在途中。
- 漢昭武帝劉聰立靳月光為上皇后，靳月華為右皇后。
- 氐王楊難敵兄弟被前趙劉曜打敗，逃奔葭萌，派兒子來成漢作人質。隴西賊人的統帥陳安又依附了成漢。
- 前赵刘曜击败刘琨，但因要攻打长安回兵。

## 逝世
- 杜弢，在西晉末年在湘州被當地流民推舉為變民首領叛亂。